# Rudebox
Rudebox è un singolo del cantante britannico Robbie Williams, pubblicato il 4 settembre 2006 come estratto dall'omonimo album.
Il ritornello riprende la melodia del brano Boops (Here to Go) dei Sly & Robbie del 1987; in una delle strofe è inoltre contenuta un'interpolazione della canzone Can I Have It Like That di Pharrell Williams feat. Gwen Stefani.

## Promozione
Il singolo è stato presentato per la prima volta in assoluto allo Stadio Giuseppe Meazza di Milano il 22 luglio 2006, in occasione dell'unica data italiana del suo tour mondiale davanti a 80.000 spettatori.

## Successo commerciale
Malgrado fosse stato considerato un flop dalla stampa britannica prima della sua uscita, la canzone è diventata una delle hit di maggior successo del cantante. Ha raggiunto la quarta posizione nel Regno Unito ed è stata prima anche in altre nazioni. In Italia ha raggiunto la vetta della classifica settimanale nella prima settimana di settembre.

## Classifiche
| Classifica (2006) | Posizione massima |
| ----------------- | ----------------- |
| Australia         | 13                |
| Austria           | 5                 |
| Belgio (Fiandre)  | 4                 |
| Belgio (Vallonia) | 17                |
| Danimarca         | 3                 |
| Europa            | 2                 |
| Finlandia         | 2                 |
| Francia           | 31                |
| Germania          | 1                 |
| Irlanda           | 17                |
| Italia            | 1                 |
| Norvegia          | 14                |
| Paesi Bassi       | 6                 |
| Regno Unito       | 4                 |
| Spagna            | 5                 |
| Svezia            | 16                |
| Svizzera          | 1                 |